# Гады
Га́ды (лат. Amphibia) — согласно классификациям XVIII—XIX веков, группа, охватывавшая всех наземных позвоночных, за исключением чётко очерченных групп птиц и млекопитающих. В системе животных Карла Линнея — один из шести выделенных им классов. Гады подразделялись на голых (соответствуют амфибиям) и чешуйчатых (соответствуют пресмыкающимся). В ряде изданий Systema naturae Линней включал в эту группу также акул, химер и скатов, но это не получило поддержки уже у его ближайших преемников. К концу XIX века название гады закрепилось за земноводными, но постепенно вышло из научного употребления.
В современной научной литературе не употребляется, но может быть встречено в художественных произведениях. Например, в повести М. Булгакова «Роковые яйца» профессор Персиков задаёт на экзаменах студентам каверзные вопросы про характерные особенности строения «голых гадов»:

В 23-м году Персиков уже читал восемь раз в неделю — три в институте и пять в университете, в 24-м году тринадцать раз в неделю и кроме того на рабфаках, а в 25-м, весной, прославился тем, что на экзаменах срезал семьдесят шесть человек студентов и всех на голых гадах:
— Как, вы не знаете, чем отличаются голые гады от пресмыкающихся? — спрашивал Персиков. — Это просто смешно, молодой человек. Тазовых почек нет у голых гадов. Они отсутствуют. Тэк-то-с. Стыдитесь. Вы, вероятно, марксист?
— Марксист, — угасая, отвечал зарезанный.
— Так вот, пожалуйста, осенью, — вежливо говорил Персиков и бодро кричал Панкрату: — Давай следующего!
— 